# Rezerwat przyrody Pamięcin
Pamięcin – stepowy rezerwat przyrody w miejscowości Pamięcin w województwie lubuskim, w powiecie słubickim, w gminie Górzyca.
Leży w granicach Parku Krajobrazowego Ujście Warty oraz obszaru Natura 2000 „Ujście Warty” PLC080001.

## Podstawa prawna
Nr rej. woj. – 21
Akt prawny obejmujący rezerwat ochroną

Zarządzenie Ministra Leśnictwa i Przemysłu Drzewnego z dnia 27 października 1972 r. (M.P. z 1972 r. nr 53, poz. 283) w sprawie uznania za rezerwat przyrody. Weszło w życie 1 stycznia 1973.

## Położenie
- Województwo – lubuskie
- Powiat – słubicki
- Gmina – Górzyca
- Obr. ewidencyjny – Pamięcin[4]

## Właściciel, zarządzający, nadzór
Skarb Państwa, Agencja Nieruchomości Rolnych Oddział Terenowy w Gorzowie Wielkopolskim. Nadzór nad rezerwatem sprawuje Regionalny Dyrektor Ochrony Środowiska w Gorzowie Wielkopolskim.

## Powierzchnia pod ochroną
- 11,80 ha[1] (pierwotnie zajmował powierzchnię 2,65 ha[5])
- Dz. nr 1/3 – 11,80 ha[4]

## Opis przedmiotu poddanego ochronie
Obszar rezerwatu obejmuje kilka głębokich wąwozów wcinających się w krawędzie pradoliny Odry. Zbocza wąwozów o wystawie zachodniej, południowo-zachodniej i południowej porasta roślinność kserotermiczna zdominowana przez murawy ostnicowe z ostnicą włosowatą i ostnicą Jana. Fragmenty o mniejszym nachyleniu, częściowo, do niedawna użytkowane rolniczo, porastają zdegradowane murawy i zbiorowiska łąkowe z dominacją rajgrasu. Pozostały obszar to niewielkie zadrzewienia budowane przede wszystkim przez sosnę i dąb oraz zarośla tarniny, głogu i wiązu polnego. 
W 1990 odkryto w rezerwacie stanowisko rzadkiego w Polsce niżowej gatunku porostu – słojecznica mchowa (Diplischistes muscorum).

## Ochrona
Celem ochrony rezerwatu jest zachowanie ze względów naukowych i dydaktycznych zbiorowiska roślinności stepowej.
Według obowiązującego planu ochrony ustanowionego w 2016 roku, obszar rezerwatu objęty jest ochroną ścisłą (na powierzchni 5,0 ha) i czynną (6,8 ha).